# Саббатини, Хонатан
Хонатан Максимилиано Саббатини Перфекто (исп. Jonathan Maximiliano Sabbatini Perfecto; родился 31 марта 1988, Пайсанду, Уругвай) — уругвайский футболист, полузащитник швейцарского клуба «Беллинцона».

## Клубная карьера
Юношеские годы Саббатини провел в составе молодёжной команды «Ливерпуля» из Монтевидео. Позже он перебрался в Италию, где выступал за такие команды как «Виртус Ланчано» из Серии С и «Кьети» из Серии D.
27 августа 2012 года Саббатини присоединился к швейцарскому клубу «Лугано». Первая игра в составе новой команды состоялась 15 сентября того же года в матче Кубка Швейцарии против команды «Ольтен». «Лугано» в тот период игра в Челлендж Лиге, во втором эшелоне швейцарского футбола. В сезоне 2014/15 его команда заняла первое место и обеспечила себе выход в Суперлигу. В 2016 году Саббатини стал капитаном команды.
6 мая 2022 года Хонатан продлил свой контракт ещё на один сезон.
17 мая 2023 года контракт с «Лугано» был снова продлен на один год.
23 июня 2024 года «Лугано» объявил об уходе Саббатини. Он принял решение не завершать игровую карьеру и отклонил предложение клуба остаться в структуре команды.
5 сентября 2024 года Хонатан подписал контракт с клубом из Швейцарии «Беллинцона».